# John Sandblom
Johannes Nicolaus „John“ Sandblom (* 5. Juli 1871 in Falköping; † 24. Juli 1948 in Stockholm) war ein schwedischer Segler.

## Erfolge
John Sandblom, der Mitglied im Kungliga Svenska Segelsällskapet war, gewann bei den Olympischen Spielen 1928 in Amsterdam in der 8-Meter-Klasse die Bronzemedaille. Er war Crewmitglied der Sylvia, die in sieben Wettfahrten zwei Siege einfuhr und damit hinter dem französischen Boot L’Aile VI und den Niederländern auf der Hollandia Dritte wurde. Die Schweden wurden mit der Sylvia zwar ebenso wie die Niederländer zweimal Erste und erreichten wie die Hollandia auch zweimal den zweiten Platz, ausschlaggebend für die Platzierung war aber letztlich die Anzahl der dritten Plätze, die sich bei der Hollandia auf dreimal belief, bei der Sylvia dagegen nur auf einmal. Zur Crew der von Skipper Clarence Hammar angeführten Sylvia gehörten außerdem seine Söhne Philip und Carl Sandblom sowie Tore Holm und Wilhelm Törsleff.
Er war Zahnarzt und studierte zuvor in den Vereinigten Staaten.